# Codice ATCvet QI01
Il codice ATCvet QI01 "Immunologici per Aves" è un sottogruppo del sistema di classificazione Anatomico Terapeutico e Chimico, un sistema di codici alfanumerici sviluppato dall'OMS per la classificazione dei farmaci e altri prodotti medici. Il sottogruppo QI01 fa parte del gruppo anatomico QI, farmaci per uso veterinario Immunologici.
Numeri nazionali della classificazione ATC possono includere codici aggiuntivi non presenti in questa lista, che segue la versione OMS.

## QI01A Pollo

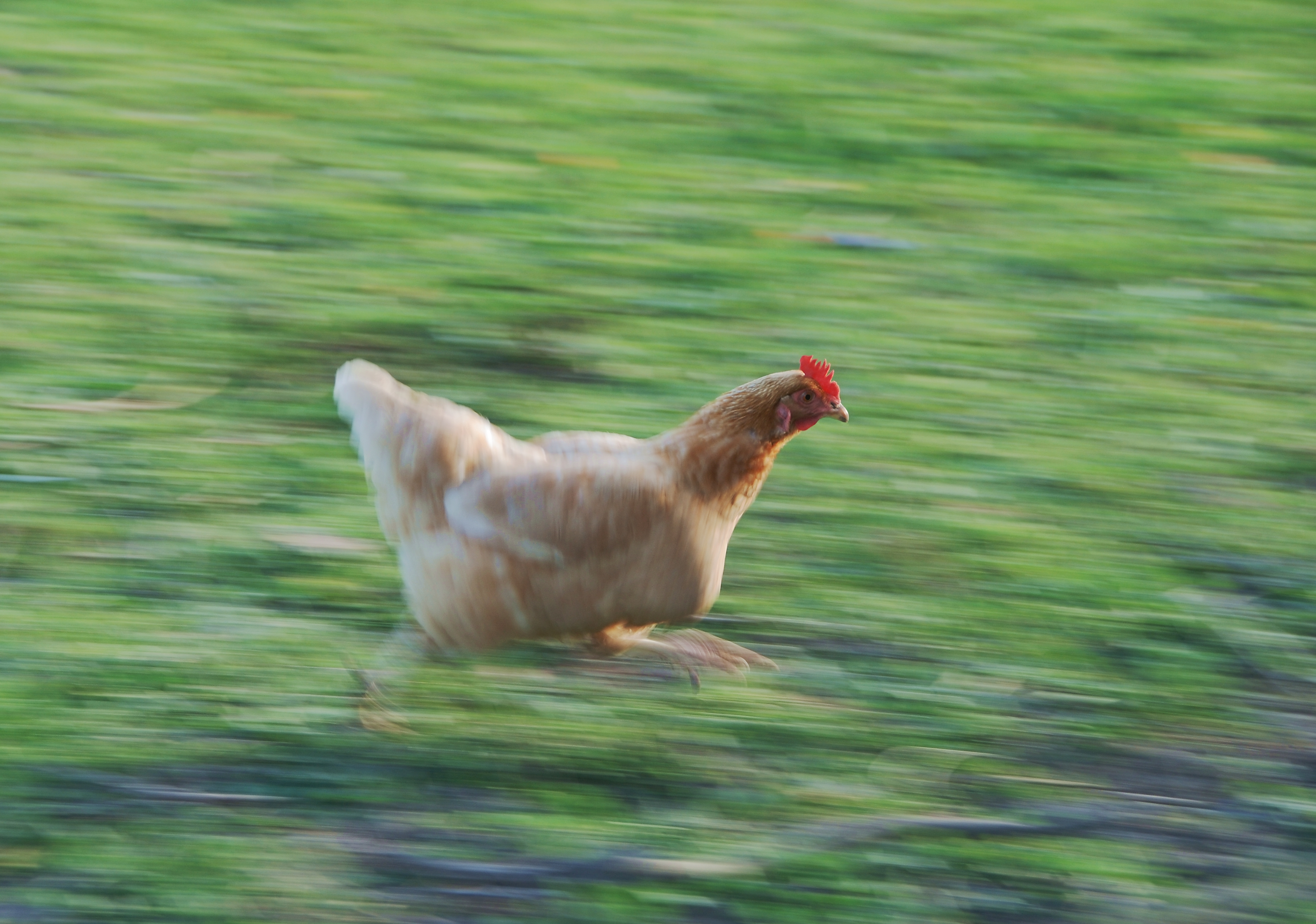
Una gallina

### QI01AA Vaccini inattivati virali
QI01AA01 Virus della malattia di Gumboro
QI01AA02 Virus della malattia di Newcastle/paramyxovirus
QI01AA03 Virus della bronchite aviaria infettiva
QI01AA04 Reovirus aviario
QI01AA05 Adenivirus aviario
QI01AA06 Virus della bronchite aviaria infettiva + virus della malattia di Gumboro + virus della malattia di Newcastle/paramyxovirus + Virus della rinotracheite aviaria
QI01AA07 Virus della bronchite aviaria infettiva + virus della malattia di Gumboro + virus della malattia di Newcastle/paramyxovirus + Virus della rinotracheite aviaria + Adenivirus aviario
QI01AA08 Virus della bronchite aviaria infettiva + virus della malattia di Gumboro + virus della malattia di Newcastle/paramyxovirus
QI01AA09 Virus della malattia di Newcastle/paramyxovirus + virus della malattia di Gumboro + Adenivirus aviario
QI01AA10 Virus della bronchite aviaria infettiva + virus della malattia di Newcastle/paramyxovirus
QI01AA11 virus della malattia di Gumboro + virus della malattia di Newcastle/paramyxovirus
QI01AA12 Virus della malattia di Newcastle/paramyxovirus + Adenivirus aviario + Adenivirus aviario
QI01AA13 Virus della malattia di Newcastle/paramyxovirus + Virus della bronchite aviaria infettiva + Adenivirus aviario
QI01AA14 Virus della bronchite aviaria infettiva + Adenivirus aviario
QI01AA15 Virus della bronchite aviaria infettiva + virus della malattia di Gumboro
QI01AA16 Virus della bronchite aviaria infettiva + virus della malattia di Gumboro + virus della malattia di Newcastle/paramyxovirus + Reovirus aviario
QI01AA17 Virus della rinotracheite aviaria
QI01AA18 Virus della bronchite aviaria infettiva + virus della malattia di Newcastle/paramyxovirus + Adenivirus aviario + Virus della rinotracheite aviaria
QI01AA19 Virus della bronchite aviaria infettiva + virus della malattia di Gumboro + virus della malattia di Newcastle/paramyxovirus + Adenivirus aviario
QI01AA20 Virus della malattia di Newcastle/paramyxovirus + Virus della rinotracheite aviaria
QI01AA21 Virus della bronchite aviaria infettiva + virus della malattia di Newcastle/paramyxovirus + Virus della rinotracheite aviaria
QI01AA22 virus della malattia di Gumboro + Reovirus aviario
QI01AA23 Virus dell'influenza aviaria

### QI01AB Vaccini batterici inattivati (inclusi mycoplasma, tossoidi e chlamydia)
QI01AB01 Salmonella
QI01AB02 Pasteurella
QI01AB03 Mycoplasma
QI01AB04 Haemophilus
QI01AB05 Escherichia
QI01AB06 Erysipelothrix
QI01AB07 Ornithobacterium
QI01AB08 Clostridium

### QI01AC Vaccini batterici inattivati e antisieri
Gruppo vuoto

### QI01AD Vaccini vivi virali
QI01AD01 Virus della rinotracheite aviaria
QI01AD02 Virus della encefalomielite aviaria
QI01AD03 Virus dell'herpes aviario (malattia di Marek)
QI01AD04 Anemia del pollo
QI01AD05 Adenivirus aviario
QI01AD06 Virus della malattia di Newcastle/paramyxovirus
QI01AD07 Virus della bronchite aviaria infettiva
QI01AD08 Virus della laringotracheite infettiva aviaria
QI01AD09 Virus della malattia di Gumboro
QI01AD10 Reovirus aviario
QI01AD11 Virus della malattia di Gumboro + virus della malattia di Newcastle/paramyxovirus
QI01AD12 Virus del vaiolo aviario
QI01AD13 Virus della leucosi aviaria
QI01AD14 Reticoloendoteliosi aviaria
QI01AD15 Virus della malattia di Gumboro + herpes virus aviario (malattia di Marek)

### QI01AE Vaccini vivi batterici
QI01AE01 Salmonella
QI01AE02 Pasteurella
QI01AE03 Mycoplasma
QI01AE04 Escherichia
QI01AE05 Erysipelothrix

### QI01AF Vaccini vivi batterici e virali
Gruppo vuoto

### QI01AG Vaccini batterici vivi inattivati
Gruppo vuoto

### QI01AH Vaccini virali vivi inattivati
Gruppo vuoto

### QI01AI Vaccini vivi virali e batterici inattivati
Gruppo vuoto

### QI01AJ Vaccini vivi inattivati batterici e virali
Gruppo vuoto

### QI01AK Vaccini inattivati virali e vaccini vivi batterici
Gruppo vuoto

### QI01AL Vaccini inattivati virali e batterici
QI01AL01 Virus della malattia di Newcastle/paramyxovirus + escherichia + pasteurella
QI01AL02 Virus della malattia di Newcastle/paramyxovirus + Virus della bronchite aviaria infettiva + haemophilus
QI01AL03 Virus della malattia di Newcastle/paramyxovirus + haemophilus
QI01AL04 Virus della malattia di Newcastle/paramyxovirus + pasteurella
QI01AL05 Virus della malattia di Newcastle/paramyxovirus + Virus della bronchite aviaria infettiva + Adenivirus aviario + haemophilus
QI01AL06 Virus della malattia di Newcastle/paramyxovirus + Virus della bronchite aviaria infettiva + escherichia + pasteurella

### QI01AM Antisieri, preparazioni di immunoglobuline, e antitossine
Gruppo vuoto

### QI01AN Vaccini vivi antiparassitari
QI01AN01 Coccidia

### QI01AO Parassitari inattivati
QI01AO01 Coccidia

### QI01AP Vaccini antifungini vivi
Gruppo vuoto

### QI01AQ Vaccini antifungini inattivati
Gruppo vuoto

### QI01AR Preparazioni diagnostiche in vivo
Gruppo vuoto

### QI01AS Allergeni
Gruppo vuoto

### QI01AU Altri vaccini vivi
Gruppo vuoto

### QI01AV Altri vaccini inattivati
Gruppo vuoto

### QI01AX Altri immunologici
Gruppo vuoto

## QI01B Anatra

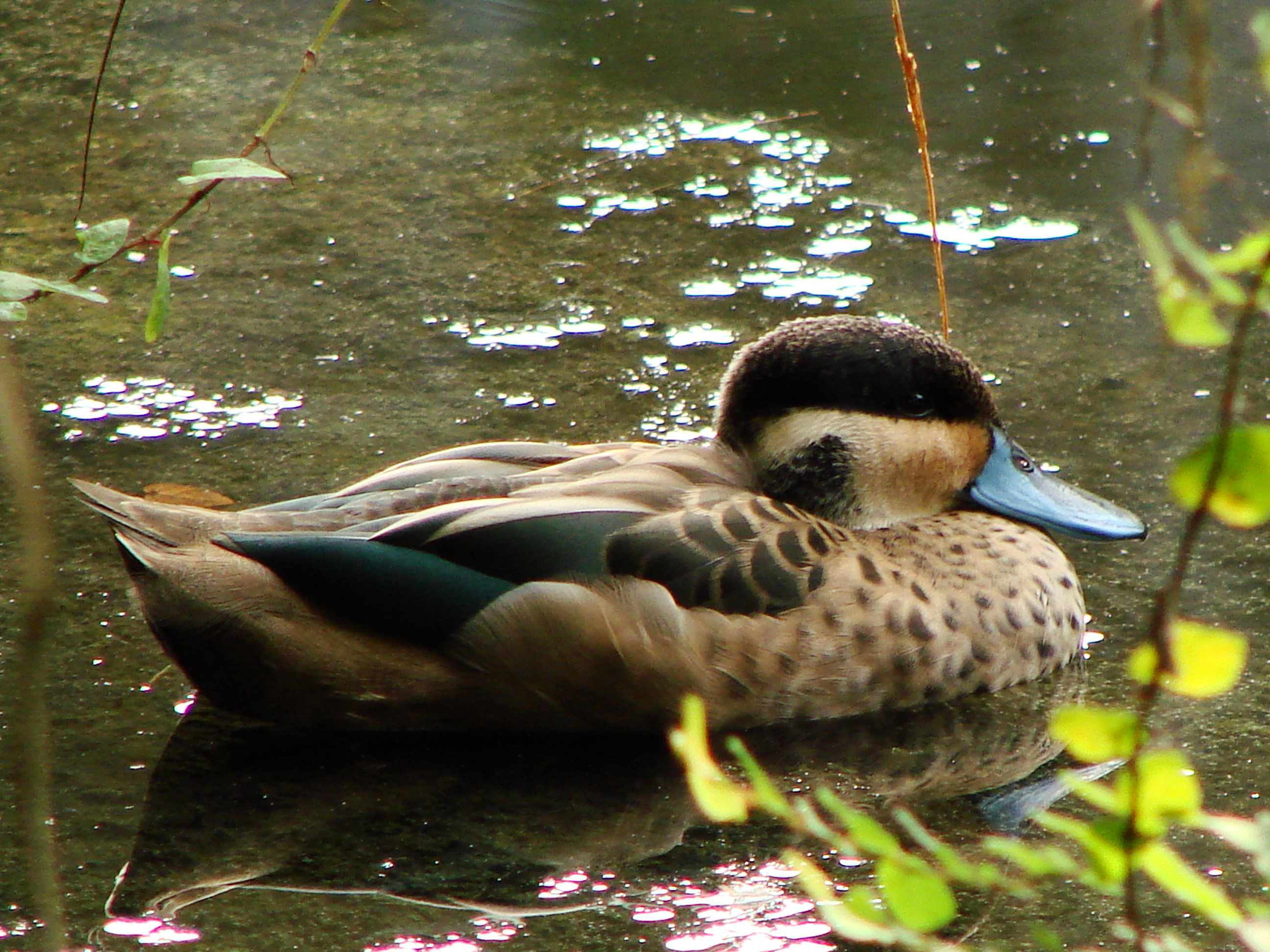
Anatra

### QI01BA Vaccini inattivati virali
QI01BA01 Parvovirus dell'anatra + parvovirus dell'oca

### QI01BB Vaccini batterici inattivati (inclusi mycoplasma, tossoidi e chlamydia)
QI01BB01 Clostridium

### QI01BC Vaccini batterici inattivati e antisieri
Gruppo vuoto

### QI01BD Vaccini vivi virali
QI01BD01 Virus dell'enterite dell'anatra
QI01BD02 Virus dell'epatite dell'anatra
QI01BD03 Parvovirus dell'anatra

### QI01BE Vaccini vivi batterici
Gruppo vuoto

### QI01BF Vaccini vivi batterici e virali
Gruppo vuoto

### QI01BG Vaccini batterici vivi inattivati
Gruppo vuoto

### QI01BH Vaccini virali vivi inattivati
QI01BH01 Parvovirus vivo dell'oca + Parvovirus inattivato dell'anatra

### QI01BI Vaccini vivi virali e batterici inattivati
Gruppo vuoto

### QI01BJ Vaccini vivi inattivati batterici e virali
Gruppo vuoto

### QI01BK Vaccini inattivati virali e vaccini vivi batterici
Gruppo vuoto

### QI01BL Vaccini inattivati virali e batterici
Gruppo vuoto

### QI01BM Antisieri, preparazioni di immunoglobuline, e antitossine
Gruppo vuoto

### QI01BN Vaccini vivi antiparassitari
Gruppo vuoto

### QI01BO Vaccini parassitari inattivati
Gruppo vuoto

### QI01BP Vaccini antifungini vivi
Gruppo vuoto

### QI01BQ Vaccini antifungini inattivati
Gruppo vuoto

### QI01BR Preparazioni diagnostiche in vivo
Gruppo vuoto

### QI01BS Allergeni
Gruppo vuoto

### QI01BU Altri vaccini vivi
Gruppo vuoto

### QI01BV Altri vaccini inattivati
Gruppo vuoto

### QI01BX Altri immunologici
Gruppo vuoto

## QI01C Tacchino

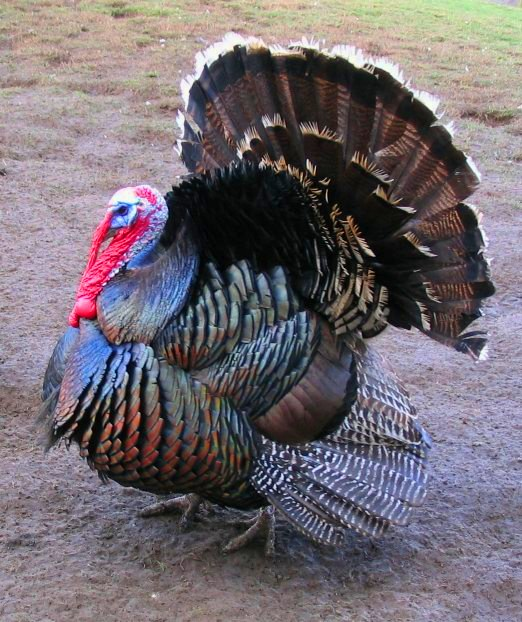
Tacchino

### QI01CA Vaccini inattivati virali
QI01CA01 Paramyxovirus del tacchino
QI01CA02 Paramyxovirus del tacchino + Virus della rinotracheite del tacchino
QI01CA03 Virus della malattia di Newcastle/paramyxovirus + Adenivirus aviario

### QI01CB Vaccini batterici inattivati (inclusi mycoplasma, tossoidi e chlamydia)
QI01CB01 Pasteurella + erysipelothrix
QI01CB02 Erysipelothrix

### QI01CC Vaccini batterici inattivati e antisieri
Gruppo vuoto

### QI01CD Vaccini vivi virali
QI01CD01 Virus della rinotracheite del tacchino
QI01CD02 Herpes virus del tacchino

### QI01CE Vaccini vivi batterici
Gruppo vuoto

### QI01CF Vaccini vivi batterici e virali
Gruppo vuoto

### QI01CG Vaccini batterici vivi inattivati
Gruppo vuoto

### QI01CH Vaccini virali vivi inattivati
Gruppo vuoto

### QI01CI Vaccini vivi virali e batterici inattivati
Gruppo vuoto

### QI01CJ Vaccini vivi inattivati batterici e virali
Gruppo vuoto

### QI01CK Vaccini inattivati virali e vaccini vivi batterici
Gruppo vuoto

### QI01CL Vaccini inattivati virali e batterici
QI01CL01 Virus della malattia di Newcastle/paramyxovirus + Adenivirus aviario + avian influenza virus + pasteurella

### QI01CM antisieri, preparazioni di immunoglobuline, e antitossine
Gruppo vuoto

### QI01CN Vaccini vivi antiparassitari
Gruppo vuoto

### QI01CO Vaccini parassitari inattivati
Gruppo vuoto

### QI01CP Vaccini antifungini vivi
Gruppo vuoto

### QI01CQ Vaccini antifungini inattivati
Gruppo vuoto

### QI01CR Preparazioni diagnostiche in vivo
Gruppo vuoto

### QI01CS Allergeni
Gruppo vuoto

### QI01CU Altri vaccini vivi
Gruppo vuoto

### QI01CV Altri vaccini inattivati
Gruppo vuoto

### QI01CX Altri immunologici
Gruppo vuoto

## QI01D Oca

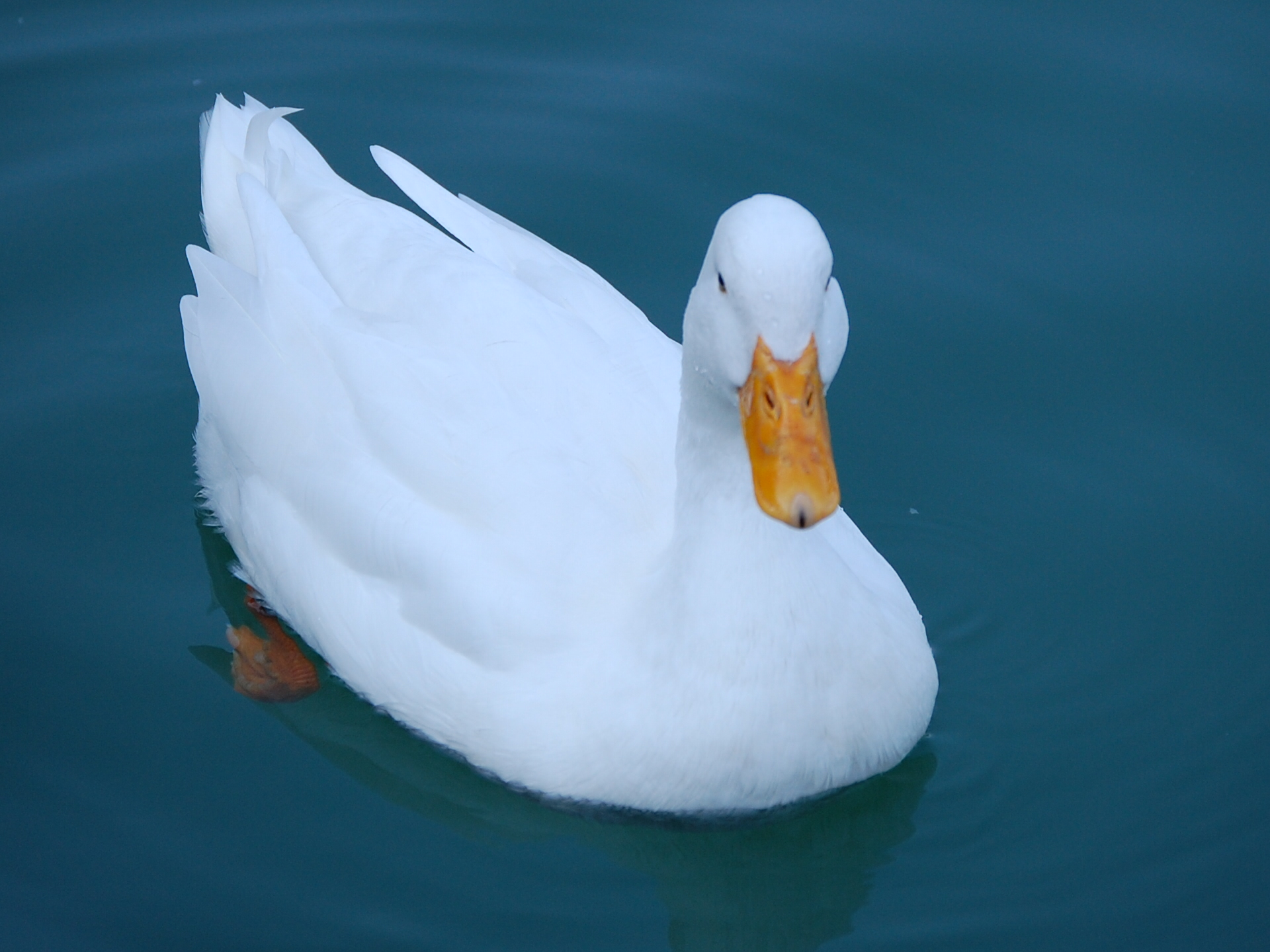
Un'oca

### QI01DA Vaccini inattivati virali
Gruppo vuoto

### QI01DB Vaccini batterici inattivati (inclusi mycoplasma, tossoidi e chlamydia)
Gruppo vuoto

### QI01DC Vaccini batterici inattivati e antisieri
Gruppo vuoto

### QI01DD Vaccini vivi virali
QI01DD01 Goose parvovirus

### QI01DE Vaccini vivi batterici
Gruppo vuoto

### QI01DF Vaccini vivi batterici e virali
Gruppo vuoto

### QI01DG Vaccini batterici vivi inattivati
Gruppo vuoto

### QI01DH Vaccini virali vivi inattivati
Gruppo vuoto

### QI01DI Vaccini vivi virali e batterici inattivati
Gruppo vuoto

### QI01DJ Vaccini vivi inattivati batterici e virali
Gruppo vuoto

### QI01DK Vaccini inattivati virali e vaccini vivi batterici
Gruppo vuoto

### QI01DL Vaccini inattivati virali e batterici
Gruppo vuoto

### QI01DM Antisieri, preparazioni di immunoglobuline, e antitossine
QI01DM01 Goose parvovirus antiserum

### QI01DN Vaccini vivi antiparassitari
Gruppo vuoto

### QI01DO Vaccini parassitari inattivati
Gruppo vuoto

### QI01DP Vaccini antifungini vivi
Gruppo vuoto

### QI01DQ Vaccini antifungini inattivati
Gruppo vuoto

### QI01DR Preparazioni diagnostiche in vivo
Gruppo vuoto

### QI01DS Allergeni
Gruppo vuoto

### QI01DU Altri vaccini vivi
Gruppo vuoto

### QI01DV Altri vaccini inattivati
Gruppo vuoto

### QI01DX Altri immunologici
Gruppo vuoto

## QI01E Piccioni

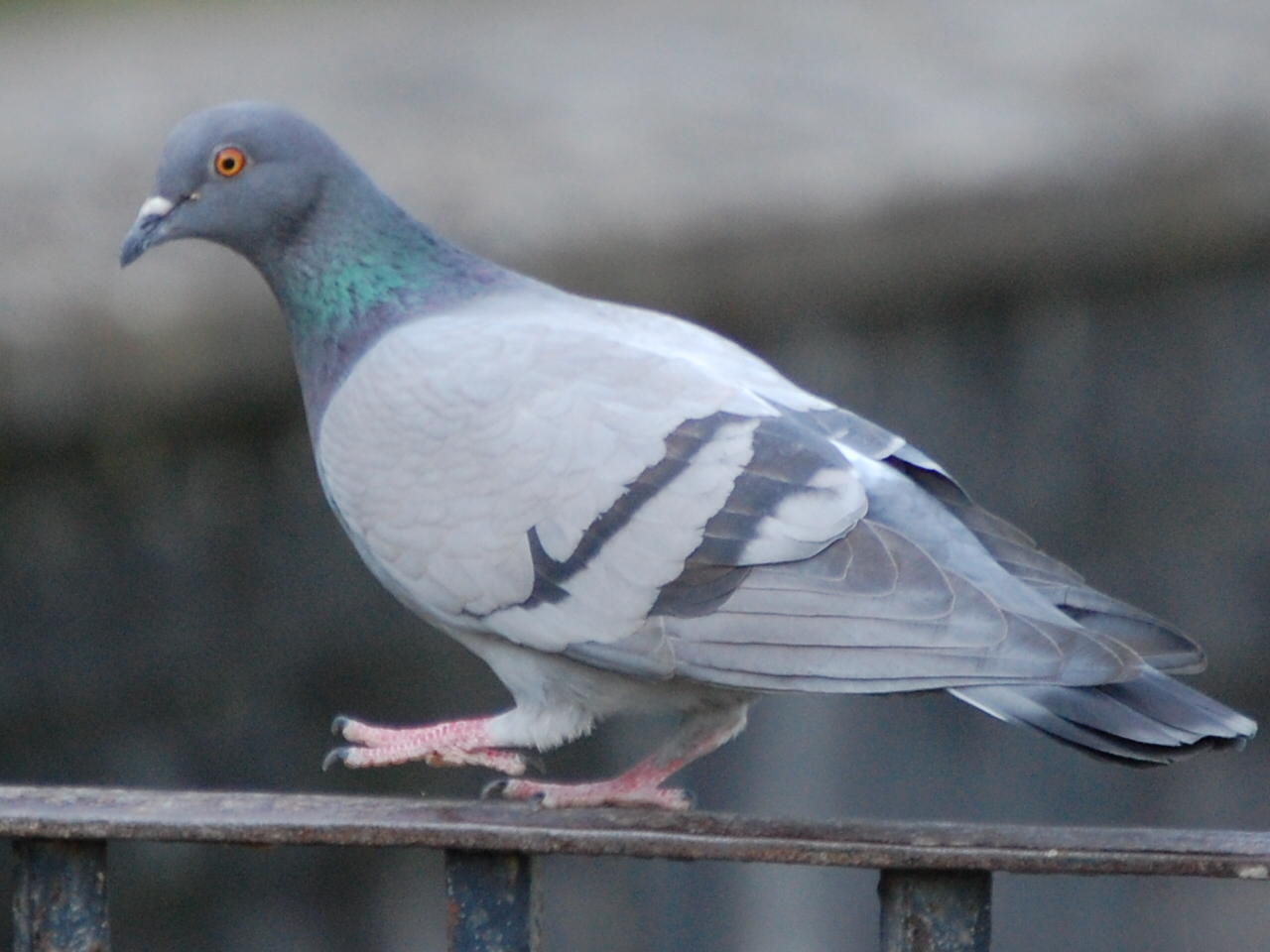
Piccione

### QI01EA Vaccini inattivati virali
QI01EA01 Paramyxovirus del piccione

### QI01EB Vaccini batterici inattivati (inclusi mycoplasma, tossoidi e chlamydia)
Gruppo vuoto

### QI01EC Vaccini batterici inattivati e antisieri
Gruppo vuoto

### QI01ED Vaccini vivi virali
QI01ED01 Virus del vaiolo del piccione

### QI01EE Vaccini vivi batterici
QI01EE01 Salmonella

### QI01EF Vaccini vivi batterici e virali
Gruppo vuoto

### QI01EG Vaccini batterici vivi inattivati
Gruppo vuoto

### QI01EH Vaccini virali vivi inattivati
QI01EH01 Virus vivo del vaiolo del piccione + Paramyxovirus del piccione inattivato

### QI01EI Vaccini vivi virali e batterici inattivati
Gruppo vuoto

### QI01EJ Vaccini vivi inattivati batterici e virali
Gruppo vuoto

### QI01EK Vaccini inattivati virali e vaccini vivi batterici
Gruppo vuoto

### QI01EL Vaccini inattivati virali e batterici
Gruppo vuoto

### QI01EM Antisieri, preparazioni di immunoglobuline, e antitossine
Gruppo vuoto

### QI01EN Vaccini vivi antiparassitari
Gruppo vuoto

### QI01EO Vaccini parassitari inattivati
Gruppo vuoto

### QI01EP Vaccini antifungini vivi
Gruppo vuoto

### QI01EQ Vaccini antifungini inattivati
Gruppo vuoto

### QI01ER Preparazioni diagnostiche in vivo
Gruppo vuoto

### QI01ES Allergeni
Gruppo vuoto

### QI01EU Altri vaccini vivi
Gruppo vuoto

### QI01EV Altri vaccini inattivati
Gruppo vuoto

### QI01EX Altri immunologici
Gruppo vuoto

## QI01F Fagiano
Gruppo vuoto

## QI01G Quaglia
Gruppo vuoto

## QI01H Pernice
Gruppo vuoto

## QI01I Struzzo
Gruppo vuoto

## QI01K Uccelli domestici

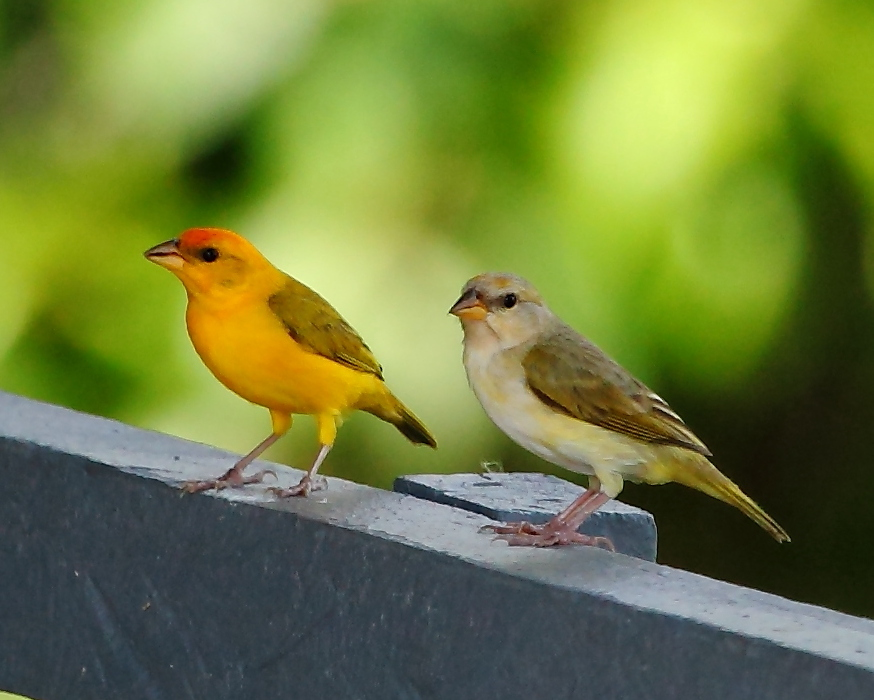
Due canarini

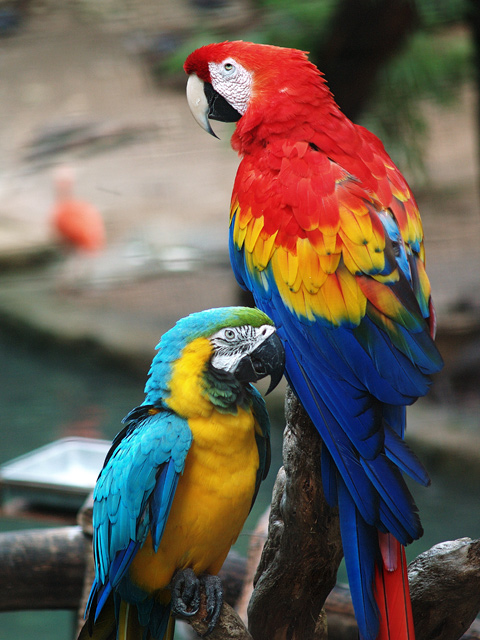
Due pappagalli

Vedi anche: Canarino domestico e Pappagallo

### QI01KA Vaccini inattivati virali
QI01KA01 Virus di Pacheco/herpesvirus

### QI01KB Vaccini batterici inattivati (inclusi mycoplasma, tossoidi e chlamydia)
Gruppo vuoto

### QI01KC Vaccini batterici inattivati e antisieri
Gruppo vuoto

### QI01KD Vaccini vivi virali
QI01KD01 Virus del vaiolo del canarino
QI01KD02 Virus di Pacheco/herpesvirus

### QI01KE Vaccini vivi batterici
Gruppo vuoto

### QI01KF Vaccini vivi batterici e virali
Gruppo vuoto

### QI01KG Vaccini batterici vivi inattivati
Gruppo vuoto

### QI01KH Vaccini virali vivi inattivati
Gruppo vuoto

### QI01KI Vaccini vivi virali e batterici inattivati
Gruppo vuoto

### QI01KJ Vaccini vivi inattivati batterici e virali
Gruppo vuoto

### QI01KK Vaccini inattivati virali e vaccini vivi batterici
Gruppo vuoto

### QI01KL Vaccini inattivati virali e batterici
Gruppo vuoto

### QI01KM antisieri, preparazioni di immunoglobuline, e antitossine
Gruppo vuoto

### QI01KN Vaccini vivi antiparassitari
Gruppo vuoto

### QI01KO Vaccini parassitari inattivati
Gruppo vuoto

### QI01KP Vaccini antifungini vivi
Gruppo vuoto

### QI01KQ Vaccini antifungini inattivati
Gruppo vuoto

### QI01KR Preparazioni diagnostiche in vivo
Gruppo vuoto

### QI01KS Allergeni
Gruppo vuoto

### QI01KU Altri vaccini vivi
Gruppo vuoto

### QI01KV Altri vaccini inattivati
Gruppo vuoto

### QI01KX Altri immunologici
Gruppo vuoto

## QI01X Aves, altri
Gruppo vuoto